# Lijst van voetbalinterlands Albanië - Tsjechië (vrouwen)
Deze lijst van voetbalinterlands is een overzicht van alle officiële voetbalwedstrijden tussen de nationale vrouwenteams van Albanië en Tsjechië. De landen hebben tot nu toe twee keer tegen elkaar gespeeld.

## Wedstrijden
| № | Plaats           | Datum            | Competitie                       | Wedstrijd          | Uitslag |
| - | ---------------- | ---------------- | -------------------------------- | ------------------ | ------- |
| 1 | České Budějovice | 25 februari 2025 | UEFA Women's Nations League 2025 | Tsjechië − Albanië | 5 − 1   |
| 2 | Shkodër          | 3 juni 2025      | UEFA Women's Nations League 2025 | Albanië − Tsjechië | 1 − 2   |

## Samenvatting
| Competitie                  | Totaal gespeeld | Winst Albanië | Gelijk | Winst Tsjechië | Doelsaldo Albanië – Tsjechië |
| --------------------------- | --------------- | ------------- | ------ | -------------- | ---------------------------- |
| UEFA Women's Nations League | 2               | 0             | 0      | 2              | 2 − 7                        |
| Totaal                      | 2               | 0             | 0      | 2              | 2 − 7                        |